# عملية الوهم المتبدد
عملية الوهم المتبدد هي عملية عسكرية واختراق حدودية نفذتها كل من كتائب الشهيد عز الدين القسام، وألوية الناصر صلاح الدين، وجيش الإسلام، والتي بدأت في تمام الساعة 5:15 من صباح يوم الأحد 29 جمادى الأولى 1427 هـ الموافق 25 حزيران 2006م، استهدفت مواقع جيش الاحتلال الإسرائيلي على الحدود الشرقية لمدينة رفح حيث أطلق المقاتلون الفلسطينيون قذيفة على برج مراقبة إسرائيلي ومن ثم حدث تبادل إطلاق نار بين المقاتلين الفلسطينيين والجنود الإسرائيليين مما أدى إلى استشهاد اثنين من المقاتلين الفلسطينيين ومقتل جنديين إسرائيليين وجرح 5 وأسر الجندي جلعاد شاليط.

## اقتحام بيت أبوسنيمة وتخريبه واعتقال أخيه
وعقب العملية جن جنون الجيش الصهويني وأخذ يتخبط يمنة ويسرة في حيرة، ومساء 1 يوليو 2006م اقتحمت قوات صهيونية مدججة بيت المقاتل في كتائب القسام تيسير أبوسنيمة (أبو المجد) بحثاً عنه أو عن شاليط حسب ادعائهم، ويقع بيته على الشريط الحدودي قريباً جداً من حدود قطاع غزة، ويتحدث والده عما جرى قائلاً:
«بعد عملية الوهم تركنا ككل الناس بيوتنا لأننا نسكن في منطقة خطرة ومستهدفة وكنا نأتي البيت من حين لآخر، حدث الاقتحام نحو الساعة 11 وكان أبو المجد قد أوصانا بالاحتياط و منذ أقل من ساعة توضأ وخرج من البيت وبقي الأهل في الدار، فإذا بقوات مدججة بالطيران والآليات تقتحم الدار وأخذوا يفتشون عن أبو المجد تحت كل شيء من الهوس، وسألوا زوجتي عن شاليط فأخبرتهم أنها لم تسمع بهذا الاسم من قبل فقالوا لها "واحد راجل ابنك أخذه"، وفتشوا البيت حجر حجر فلما لم يجدوا شيئا سرقوا نحو 14 ألف دولار، وأخذوا ملابس أبو المجد وأغراضه، وأوراقنا الثبوتية، إضافة لخطف ابني الأكبر ياسر وألحقوا بالبيت إضرار وفسادا كبيرين» .
تيسير كان يبعد عنهم مسافة قليلة مشاهداً ما يحدث، وعزم على الاشتباك معهم فلما رأى اعتقالهم لأخيه «ياسر» وحمل الجنود لأخيه «محمد» كدرع بشري آثر الانسحاب، وبعد وصوله لمنطقة آمنة اتصل به الصهاينة وكلهم غيظ وقاموا بشتمه بالعربية وطلبوا منه تسليم نفسه فأغلق الجوال وانطلق في حفظ الله ورعايته.
تعرض أهله للكثير من المضايقات مما اضطرهم لمغادرة بيتهم والسكن في الخلاء بمنطقة موراج يفترشون الأرض ويلتحفون السماء لمدة طالت لأشهر عدة، عوضاً عن اتصالات الصهاينة بوالده وقالوا له في أحدها:«جيب شاليط من عند ابنك ، واحنا بنطلع ياسر» ، والكثير من التهديد والترغيب، والناتج عن الوهم الذي زرع في عقولهم.
ومن جانبه لم يلق أبا المجد بترهات الصهاينة، هينا في عينه ما أصابه وأهله من لأواء، وكان مطمئنا إلى أن أخيه سوف يخرج عاجلا، بل كان يسخر من الصهاينة وما يفعلونه.
ومن الجدير ذكره أنه أثناء انسحابه من محيط بيته عطش في الطريق فاضطر لأكل قطف من عنب أثناء مروره بأرض يعرف صاحبها، وبعدها بأيام اتصل بصاحب الكرم وشرح له الأمر معتذراً إليه فسامحه الرجل. ثم أُفرج عن أخيه ياسر بعد 15 يوماً.

## ردود الفعل

### الرسمية
- إسرائيل: أدان رئيس الوزراء «إيهود اولمرت» الهجوم وقال أن رئيس السلطة الفلسطينية «محمود عباس» مسؤول عن حياة الجندي.
- السلطة الفلسطينية  وحركة فتح: أدان رئيس السلطة وزعيم حركة فتح «محمود عباس» هذا العمل وقال على حركة حماس أن تعيد الجندي المختطف.
- الولايات المتحدة : أدان البيت الأبيض الهجوم وقال على السلطة أن تعيد الجندي إلى إسرائيل ودعى الطرفان إلى عدم التصعيد.

### الرد العسكري الإسرائيلي
قامت إسرائيل بعد 3 أيام على الهجوم بحشد قوات من الجيش الإسرائيلي ودباباته على حدود القطاع استعداد لعملية أمطار الصيف وبدأت الغارت الإسرائيلية على القطاع واستهدفوا محطة توليد الكهرباء وحتى هذا اليوم يعاني سكان غزة من مشاكل في الكهرباء، وقامت الفصائل الفلسطينية بقصف المدن والبلدات الإسرائيلية بصواريخ وقذائف محلية الصنع وأكثر المدن الإسرائيلية التي تعرضت لقصف المقاومة (هي: سديروت وعسقلان وكريات ملاخي وكفار غزة وشاعر هنيغف وموقع كيسوفيم ونحل عوز وزكيم وأوفوكيم.) وأدت الغارات الإسرائيلية التي استمرت مدة ثلاثة أشهر إلى مقتل 277 فلسطيني وجرح 1167 آخرين أما القصف الصاروخي لفصائل المقاومة الفلسطينية أدى إلى مقتل 7 إٍسرائيليين وجرح 85 آخرين.أما على صعيد الضفة الغربية فقامت إسرائيل بشن حملة اعتقالات طالت 60 مسؤول من حماس بينهم وزراء ونواب مثل: عزيز دويك ومحمد أبو طير ومحمود الرمحي ونايف الرجوب وعدد آخر من قيادات حركة حماس. لضغط على حماس لتفرج عن الجندي.

## مختطف آخر في نفس اليوم
قامت لجان المقاومة الشعبية في الضفة الغربية بعملية غضب الفرسان اسفرت عن خطف وقتل صهيوني.

## أشخاص شاركوا بالعملية
- الشهيد القائد تيسير أبوسنيمة

## وصلات خارجية
- عملية «الوهم المتبدد» النوعية (بيان عسكري)، المركز الفلسطيني للإعلام.